# 30 Dywizja Okrętów Nawodnych
30 Dywizja Okrętów Nawodnych (30 DON) – związek taktyczny Sił Zbrojnych Federacji Rosyjskiej w strukturach Floty Czarnomorskiej.

## Struktura organizacyjna
W 2008
- 11 Brygada Okrętów ZOP
- 197 Brygada Okrętów Desantowych
- 41 Sewastopolska Brygada Kutrów Rakietowych
  - 166 dywizjon okrętów rakietowych
  - 295 dywizjon kutrów rakietowych